# Свято-Троицкий монастырь (Курск)
Ку́рский Свя́то-Тро́ицкий монасты́рь — женский монастырь Курской епархии Русской православной церкви, расположенный в городе Курске по адресу ул. Горького, д. 13/1.

## История
Точное время основания монастыря неизвестно. Историк А. И. Раздорский предполагает, что монастырь возник на исходе смутного времени. Надо полагать, что в Курске, ощутимо пострадавшем в этот период, имелось немало вдов, потерявших своих мужей. Именно они, вероятно, и составили основу новой обители. Первое упоминание Курского Троицкого женского монастыря в исторических источниках можно датировать 1619 годом. К этому времени обитель не просто уже существовала, но и имела приписных крестьян.
В письменных источниках 1628—1631 годов монастырь упоминается как вполне развитый: при монастыре действует храм во имя Живоначальной Троицы с приделом Вознесения Господня, монастырь имеет множество построек, сестры занимаются благотворительностью, а вокруг монастыря селятся ремесленники.
С 1645 по 1675 год монастырь в письменных источниках упоминается редко, в основном в связи с событиями, происходившими в самом Курске и напрямую монастыря не касавшимися (например в связи с восстанием горожан против стрельцов), и в писцовых книгах.
Все постройки монастыря были уничтожены пожаром 1680 года, но уже в 1695 был заложен каменный храм во имя Живоначальной Троицы, на том же месте, где прежде стоял деревянный.

## Мощи

### Частицы святых мощей угодников Божиих, хранящиеся в иконах
- Святой равноапостольной первомученицы Феклы, ученицы святого апостола Павла
- Святой равноапостольной Марии Магдалины
- Святого преподобного Серафима Саровского
- Святителя Филарета Московского
- Св. преподобного Иосифа Волоцкого
- Св. преподобного Максима Грека
- Св. преподобных отцов Иова и Амфилохия Почаевских
- Священномученика Фаддея Тверского
- Св. благоверных князей Петра и Февронии
- Св. преподобного Аристоклия Афонского
- Антоний Радонежский
- Священномученика архидиакон Лаврентий
- Святителя Луки Крымского и Ташкентского
- Святителя Иосафа Белгородского
- Святая блаженная Матрона Московская
- Вифлеемские младенцы

### Частицы святых мощей угодников Божиих, хранящиеся в мощевиках
- Святителя Феодосия Черниговского
- Священномученика Владимира Киевского
- Св. преподобного Лаврентия Черниговского
- Священномученика Анастасия Киево-Печерского
- Священномученика Лукиана Киево-Печерского
- Святителя Иннокентия Херсонского
- Священномученика Евстратия Киево-Печерского
- Св. преподобного Ионы Киевского, в схиме Петра Св. преподобного Моисея Угрина
- Святителя Игнатия Кавказского
- Свв. преподобных Александры, Марфы и Елены Дивеевских
- Св. преподобного Феофила Китаевского, Христа ради юродивого
- Св. великомученика и целителя Пантелеимона
- Святителя Луки Крымского и Ташкентского
- Святителя Иннокентия Московского
- Святителя Иннокентия Иркутского
- Святых Праотцев
- Св. преподобных отцов Афонских
- Св. преподобного Софрония
- Св. преподобных старцев Оптинских
- Св. благоверного князя Давида Ярославского

### Другие святыни обители
- Частица Гроба Господнего
- Чудотворная икона Божией Матери «Одигитрия Смоленская»
- Чудотворная икона Божией Матери «Новодворская»
- Чудотворная икона Божией Матери «Троеручица».